# 국제 팩트체킹 네트워크
국제 팩트체킹 네트워크(International Fact-Checking Network)는 포인터 연구소(Institute Poynter)가 주도해 만들어진 단체로 팩트체킹의 개념을 정의하고 협력하는 언론사들의 연대체이다. 2015년 9월에 만들어졌고 50개 이상의 회원사가 인증되어 있다. JTBC 뉴스룸이 2020년에 원칙강령 준수매체로 인증을 받았다.

회원사 마크

## 목표
- 팩트체크의 세계적 현황과 추세를 검토한다.
- 팩트체크가 잘 되고 있는지 서로 검토할 수 있도록 돕는다.
- 원칙 강령을 세우고 이를 홍보한다.
- 팩트체킹 활동을 위한 모금을 진행한다.
- 연례회의를 통해한 정보교환을 장려한다.
- 대면/비대면 교육을 진행한다.
- 자료 검증의 날 등을 비롯해 다양한 행사를 진행한다.

## 원칙 강령
팩트체크가 초당파적이고 투명한 저널리즘의 수단이 될 수 있다는 철학 아래 포인터 연구소는 원칙강령을 만들었다. 1차 안은 2006년 9월 15일에 공개되었다.
초당파성과 공정성에 대한 약속
팩트체크를 할 때마다 동일한 기준을 사용하여 주장들을 팩트체크 한다. 한쪽 진영의 팩트체크에만 집중하지 않는다. 팩트체크 과정에서 동일한 절차를 따르고 증거가 우리의 결론을 이끌도록 한다. 팩트체크하는 사안과 관련해 특정 정책을 지지하거나 그 입장을 받아들이지 않는다.
자료 출처의 투명성에 대한 약속
도출한 결과에 대해 독자들도 스스로 검증할 수 있어야 한다. 가능한 자세하게 모든 자료 출처를 제공해 독자들이 결과물을 반복해 볼 수 있게 한다. 단, 취재원의 신변 안전이 훼손되는 경우는 제외한다. 그러한 경우에도 최대한 세부 사항을 공개한다.
재원 및 조직의 투명성에 대한 약속
재원 기금에 대해 투명하게 공개한다. 만약 다른 단체나 기관으로부터 재정적 지원을 받는다면, 해당 자금이 도출한 결론에 영향을 미치지 않게 한다. 조직의 모든 핵심 인물의 전문적인 배경을 상세히 설명하고, 조직 구조와 법적 지위를 설명한다. 독자들에게 소통 할 수 있는 방법을 분명히 제시한다.
방법론의 투명성에 대한 약속
선택, 연구, 작성, 편집, 출판, 수정하기 위해 사용한 팩트체크 방법론에 대해 설명한다. 독자들이 팩트체크에 대한 주장을 보낼 것을 권장하고 팩트체크 이유와 방법에 대해 투명하게 밝힌다.
개방성과 정직한 수정에 대한 약속
수정 정책을 게시하고 철저히 준수한다. 수정 정책을 지켜 명확하고 투명하게 수정하며 가능한 최신 버전을 독자들이 볼 수 있도록 노력한다.

## 인증기관
2019년 12월까지 80여 기관이 인증받았다.
| 1. 20 Minutes Fake Off (프랑스) 2. AFP Factuel (France) 3. Africa Check (남아프리카공화국, Kenya, Nigeria and Senegal) 4. Agência Lupa (브라질) 5. Alt News (인도) 6. Animal Político — El Sabueso (멕시코) 7. Aos Fatos (브라질) 8. AP Fact Check (미국) 9. Australian Associated Press (Australia) 10. BOOM (인도) 11. Cek Fakta — Liputan 6 (인도네시아) 12. Cek Fakta — Suara.com (인도네시아) 13. Center for Democratic Transition (Montenegro) 14. Check Your Fact (미국) 15. Chequeado (Argentina) 16. Colombiacheck (Colombia) 17. CORRECTIV.ORG (Germany) 18. Décrypteurs (Canada) 19. Demagog Association (Poland) 20. Demagog.cz (Czech Republic) 21. Digiteye India (인도) 22. Doğruluk Payı (Turkey) 23. dpa-Faktencheck (Germany) 24. Dubawa (Nigeria) 25. Ecuador Chequea (Ecuador) 26. Ellinika Hoaxes (Greek Hoaxes) (Greece) 27. Estadão Verifica (브라질) 28. FactCheck Georgia (Georgia) 29. Factcheck.kz (Kazakhstan) 30. FactCheckNI (영국) 31. FactCheck.org (미국) 32. Factchecker.in (인도) 33. Fact Crescendo (인도) 34. FACTLY Media & Research (인도) 35. Faktisk.no (Norway) 36. Faktograf.hr (Croatia) 37. Fatabyyano Project (Jordan) 38. France 24 — Les Observateurs (프랑스) 39. Full Fact (영국) 40. Hoaks Atau Fakta? — Kompas.com (인도네시아) 41. Istinomer (Serbia) 42. Istinomjer (Bosnia and Herzegovina) 43. IndiSupport (인도) 44. The Journal.ie (Ireland) 45. Knack Magazine, Roularta Media Group (Belgium) 46. KRYPOMETRI (Krypometër) (Kosovo) | 1. La Silla Vacía (Colombia) 2. Lead Stories (미국) 3. Libération — CheckNews (프랑스) 4. MAFINDO (인도네시아) 5. Maldita.es (Spain) 6. Le Monde — Les Décodeurs (프랑스) 7. Myth Detector (Georgia) 8. NewsMobile FACT CHECKER (인도) 9. Newtral (Spain) 10. NU.nl (Netherlands) 11. Pagella Politica (Italy) 12. Patikrinta 15min (리투아니아) 13. Pesa Check (Kenya) 14. PolitiFact (미국) 15. Polígrafo (Portugal) 16. The Quint — WebQoof (인도) 17. Rappler (Philippines) 18. Raskrinkavanje (Bosnia and Herzegovina) 19. Re:Baltica (Latvia) 20. RMIT ABC Fact Check (part of the Australian Broadcasting Corporation) (Australia) 21. Science Feedback (프랑스) 22. South Asia Check (Nepal) 23. Taiwan FactCheck Center (Taiwan) 24. Teyit.org (Turkey) 25. Tirto.id — Periksa Fakta (인도네시아) 26. TjekDet.dk (Denmark) 27. T.V. Today Network Ltd. (인도) 28. UAB Delfi (리투아니아) 29. Verafiles Incorporated (Philippines) 30. Vishvas News (인도) 31. Vistinomer (North Macedonia) 32. VoxUkraine (Ukraine) 33. Vrai ou fake? — France info (프랑스) 34. The Washington Post Fact Checker (미국) 35. The Whistle (Israel) |